# Helios 1
Helios 1 byla sonda vyrobená v NSR, vypuštěná v roce 1974 americkou raketou, určená k průzkumu meziplanetárního prostoru poblíž Slunce.

## Základní informace
Program této sondy a celého programu Helios byl určen pro výzkum prostoru v okolí Slunce. Sonda byla vyrobená v Německu, programovou náplň všech dvanácti experimentů připravili vědci NSR a USA. Sonda dostala přidělené označení COSPAR 1974-097A. Při svém letu byla stabilizována pomalou rotací. Povrch tělesa sondy byl pokryt z 50% slunečními bateriemi a z 50% odrazovými ploškami, které záření způsobující zahřívání sondy při průletu blízko Slunce odrážely. Hmotnost sondy je 370 kg.

## Průběh letu
S pomocí nové rakety Titan 3E Centaur D-1T sonda odstartovala ráno 10. prosince 1974 z kosmodromu Eastern Test Range na Floridě v USA na heliocentrickou dráhu. Oběžná doba byla nastavena na 190 dní, dráha ležela v rovině ekliptiky ve vzdálenosti 0,309 až 0,985 AU od Slunce. Počáteční rychlost byla vůči Zemi 13,82 km/s.
Zhruba po 13 hodinách letu byly vyklopeny výsuvné tyče, aktivovány všechny přístroje a sluneční baterie. Rotační osa kvůli radiovému spojení se Zemí byla upravena do kolmice k rovině dráhy.
Po třech měsících letu, při prvním průletu periheliem dráhy dne 15. března 1975 díky gravitaci dosáhla rekordní rychlosti 64,7 km/s. V té době byla od Slunce vzdálena 46 milionů km. Později se dostala do zákrytu Sluncem a bylo s ní tak přerušeno krátkodobě spojení, poté se jej podařilo obnovit a sonda dál předávala řadu let informace získané měřením na Zemi. Některá data zpracovávala i Československá akademie věd.
Plánovaná životnost systémů sondy byla tři měsíce, pracovala však mnohem déle. Sonda Helios 1 přestala reagovat na povely ze Země teprve po 12 letech, začátkem roku 1986. V současné době se Helios 1 nachází na heliocentrické dráze a objekt již není sledován.